# Donald Schön
Pour les articles homonymes, voir Schon.
Donald A. Schön (Boston 19 septembre 1930—Boston 13 septembre 1997) est un penseur et pédagogue influent dans le monde anglo-saxon, à l'origine de travaux sur les stratégies d'apprentissage réflexives par la pratique. 

## Ouvrages
- (fr) Le Praticien réflexif, Donald A Schön, Jacques Heynemand et Dolorès Gagnon,  (ISBN 2-89381-226-0)
- (en) Organisational Psychology, David Kolb